# Hyphessobrycon erythrostigma
Hyphessobrycon erythrostigma és una espècie de peix de la família dels caràcids i de l'ordre dels caraciformes que es troba a Sud-amèrica: conca del riu Amazones.
Els mascles poden assolir 6,1 cm de llargària total.
Menja cucs, crustacis i plantes.
Viu a àrees de clima tropical entre 23 °C - 28 °C de temperatura.